# Эрль, Владимир Ибрагимович
Владимир Ибрагимович Эрль (настоящее имя Владимир Иванович Горбунов; 14 мая 1947, Ленинград — 25 сентября 2020, Санкт-Петербург) — русский поэт и прозаик, текстолог.

## Биография
Работал библиотекарем, инструктором пожарной охраны.
Во второй половине 1960-х годов входил в круг «поэтов Малой Садовой», был лидером литературной группы Хеленуктов, с которой так или иначе были связаны Александр Миронов, Алексей Хвостенко и др. С этого времени публиковался в самиздате (журналы «Часы», «37», «Северная почта», «Транспонанс», «Митин журнал» и др.).

## Творчество
Выпустил более 100 самиздатских книг как издатель (под марками «Палата мер и весов» и «Польза»); исследователь самиздата Борис Констриктор назвал Эрля «Паганини пишущей машинки» за необыкновенную для самиздата изысканность и аккуратность изданий.
С середины 1980-х годов занимался преимущественно филологической и текстологической работой. Выступал в качестве текстолога и публикатора произведений Д. Хармса (редактор-составитель, совместно с М. Мейлахом, собрания сочинений в 4-х томах, Бремен, 1977—1984), К. Вагинова, Александра Введенского, Всеволода Петрова, Леонида Аронзона и др. Лауреат Премии Андрея Белого (1986, за критические выступления и текстологическую работу).
Раннее поэтическое творчество Эрля и других Хеленуктов наследует ОБЭРИУтам и носит видимо игровой характер, сквозь который проступает экзистенциально-трагический мотив непреодолимой хаотичности, абсурдности мира. В стихотворениях 1970—1980-х годов усиливаются лирические мотивы. Основная прозаическая работа Эрля, повесть «В поисках за утраченным Хейфом» (1965—1970), представляет собой один из первых опытов применения в русской литературе приёмов, выработанных мировым литературным авангардом середины XX века: алеаторического письма, коллажа и др.

## Награды и премии
- Премия Андрея Белого (1986, номинация «Гуманитарные исследования»)
- Международная отметина имени отца русского футуризма Давида Бурлюка[2]
- Премия имени Даниила Хармса (2016, главный приз)[3]